# 人造月亮
人造月亮的構想最早源於一位歐洲火箭之父赫爾曼·奧伯特的想法：「在地球上空掛一圈鏡子做成的項鏈，讓它們一年四季把陽光反射到巴黎的大街小巷。」
二戰期間1945 年7月的《Life》雜誌報導了德國納粹這一提案情報，發射一枚無人火箭利用其自轉在太空甩開六根纜繩，延繩索鋪開反射布就像油傘，鏡面是塗高純度的金屬鈉，然而其規模極大能反射的能量更多，目的不是照明而是做為聚焦光能武器不斷地讓敵方領土出現火災燒毀農場和城市。但當時的科技材料離實現甚遠，最後只停留在想像階段。
有人擔憂人為地從太空反射陽光到地面會影響地上生物作息、天文觀測等。劉慈欣的2016年短篇科幻《中国太阳》闡述了一個同原理構想作為題材，而小說中透過可控式反射光罩調節照明區域，反而創造了生機勃勃的大地，數百萬平方公里的沙漠變為森林。

## 實務
- 蘇聯末期開始研發了代号为 “旗帜（英语：Znamya (space mirror)）”（Znamya）的一系列计划，試圖用特製的鏡從太空反射陽光照耀地面，最後國家動盪和財力不足下投入研發不夠，試驗小裝置在空间镜面展开时失败，當時世界科技水準也有材料難關之處最終放棄。
- 2018年四川成都天府系统科学研究会公佈消息，四川對於太空反射鏡科技研發論證已久，目前技術攻關已經結束「人造月亮」用以反射陽光在夜間照明一個城市的區域，以節約大量電費，天府新区系统科学研究会主任武春风表示哈尔滨工业大学、北京理工大学、航天科工微电子系统研究院、[3]成都汇蓉国科微系统技术有限公司等都參與此計畫，“人造月亮”照明项目进行了方案论证与初步设计完成。预计部署在500公里以内的低地球轨道上，雖然小但由於距離比月球近得多，预计其光照强度最大将是现在月光的8倍，共由三顆衛星反射鏡組成可以輪班照射，目前未發射。[4]

## 外部連結
- Russia's space mirror test called off after glitch （页面存档备份，存于）
- 《新世紀人類社會大趨勢》